# Церковь Святой Троицы (Старая Русса)
Церковь Святой Троицы (Троицкая церковь) — православный храм Новгородской и Старорусской епархии. Расположен в городе Старая Русса на улице имени Тимура Фрунзе (ранее называвшейся Спасо-Троицкой).

## История
Церковь Святой Троицы находится на правобережной стороне города, к югу от Спасо-Преображенского монастыря.
Точная дата строительства деревянной церкви не известна. Но в первой описи города, проведённой по приказу царя Михаила Фёдоровича в 1625 году, она числится сожжёной «литовскими людьми» в 1607 году (7117 год) Этот факт отражён в Писцовой книге 1624 года: «На Троетцкой улице место церковное, что был храм Живоначальные Троицы, сожгли литовские люди в 117-м году; вдоль церковного места дватцать сажен, а поперег десять сажен». Более 70 лет место было пустынным.
В 1680 году на прежнем месте на средства купца Якова Тверева была выстроена каменная церковь Святой Троицы. Она была освящена 13 декабря 1684 года лично митрополитом Новгородским и Великолуцким Корнилием.
29 июня 1759 года в городе вспыхнул пожар. Огонь перебросился на церковь Иоанна Златоустого, стоявшую рядом с Троицкой. Затем загорелась и сама церковь. В пожаре сгорели святой престол, церковная утварь и ризы, но иконостас и некоторые иконы уцелели. Церковь была восстановлена спустя три года. В притворе по прошению священника Феодосия Савина был устроен придел в честь Иоанна Златоуста, вместо сгоревшей Златоустовской церкви.
Буря, обрушившаяся на город 13 июня 1836 года, нанесла тяжёлый урон храму. С северо-западной стороны сорвало купол, который упал рядом с церковью, повредив её. Пошатнулась и наклонилась юго-западная глава. В стенах появились большие трещины. По распоряжению руководства военных поселений, в чьём ведении находился город, были сняты четыре боковые главы, но это не остановило разрушения церкви. Лишь в 1854 году последовало Высочайшее соизволение императора Николая I на ремонт церкви с сохранением древней архитектуры. Работы начались под руководством архитектора К. А. Тона (1794—1881), старосты церкви Якова Булина и священника отца П. Лавровского. Строители увеличили алтарные апсиды, перенесли придел Иоанна Златоуста из притвора в правую апсиду, укрепили своды, надстроили трибуны и главы, пробили дополнительный нижний ряд окон. Вместо древней палаточной сделана типовая четырёхскатная кровля. В возобновлённом виде храм святой Троицы был освящён в 1860 году, а придел Иоанна Златоуста — в 1865 году.
При церкви работала приходская школа, где учили грамоте, счету, церковному пению и Закону Божьему. После революции школа была преобразована в начальную четырёхгодичную.

## Советский период
В 1929—1937 годах в Троицкой церкви служил кандидат богословия Владимир Пылаев, расстрелянный в 1937 году. В ходе коллективизации, в январе 1930 года, летняя часть церкви была предназначена, вместе с церквями Успения Пресвятой Богородицы, Дмитрия Солунского, Петра и Павла и Спасо-Преображенским собором, для хранения зерна «будущего урожая». В начале 1938 года храм был закрыт и перешёл на баланс горисполкома.
Церковь сильно пострадала во время боёв за город. Были утрачены все кровли и главы, верхняя часть кладки, в стенах имелись большие пробоины и сквозные трещины. Паперть и апсиды представляли собой полуразрушенные коробки и были разобраны в 1960-х годах. Цикл реставрационных работ проводился с перерывами с 1968 по 1975 годы под руководством Т. В. Гладенко (1917—1991). Церковь была отреставрирована к 1980 году и передана краеведческому музею, в её помещении проходили выставки картин и выступления вокалистов, в том числе и учащихся школы искусств, расположенной напротив церкви.

## Возрождение
В 1986—1993 годах архитектором Г. П. Никольской под руководством Г. М. Штендера (1927—1992) были составлены чертежи на воссоздание притвора и апсид XIX века, которые были реализованы после передачи храма церкви. В 1996 году церковь Святой Троицы была передана Русской православной церкви. В 1997 году освящена архиепископом Новгородским и Старорусским Львом.

## Архитектура
Памятник является характерным образцом большого посадского храма второй половины XVII века. Церковь имеет довольно большие размеры: 17 м x 17 м. Форма кубическая, четырёхстолпный,трёхапсидный, пятиглавый, с западным притвором и боковыми палатками-тамбурами. Хотя сначала притвор был несколько меньше существующего. Церковь богато украшена декором.
Стены храма имеют трёхчастное членение, образуемое пилястрами. Полукружия закомар отделены от плоскости стен карнизом из фигурного кирпича. Оконные проёмы оформлены наличниками с колонками по бокам и наверху — кокошниками с килевидным завершением.

## Святыни
Среди достопримечательностей Троицкой церкви значились (ныне их судьба не известна):
- Восьмиконечный напрестольный серебряный позолоченный крест чеканной работы, на верхней стороне которого вычеканено Распятие Иисуса Христа. На нижней стороне креста, в двух кругах — частицы мощей святых мучеников Иакова Персиянина и святого Меркурия. На рукоятке выбита надпись о том, что этот крест в храм передал старорушанин Никифор, сын Житьков, по своим родителям в 1682 году;
- Потир серебряный, позолоченный. Наверху вырезано вязью: «Тело Христово приимите, источника бесмертнаго вкусите». На его поддоне надпись: «В 1645 году построил сии сосуды в Старую Русу, в церковь Св. Троицы, Калистрат Филимонов в вечный помин родителей своих».
- Икона старинного письма. Храмовый образ живоначальной Троицы в серебряной ризе (весом более 13,5 кг) с тремя позолоченными венцами.
- Икона старинного письма. Образ Господа Вседержителя, сидящего на Престоле, с предстоящими Богородицею, Предтечею и с двумя Архангелами.
- Образ благовещения Пресвятой Богородицы. По нижнему краю иконы надпись: «Лета 1680 года писали сей образ иконописцы Великого Новаграда Михаил Корнильев, Василий Макаров, Пётр Степанов, Григорий Михайлов».
- Храмовый образ Святого Иоанна Златоуста древнего письма[6].

## Колокольня
Напротив Троицкой церкви была возведена четырёхъярусная колокольня высотой почти 32 метра. На ней был колокол весом 60 пудов (960 кг). На нём надпись:
Лета 1761, месяца сентября, вылит сей колокол в город Старую Руссу, к церкви живоначальной Троицы, из старой горелой меди, в помин великого пожара 1759 года июня в 29-й день
Колокольня не сохранилась. В документе 1931 года сообщается, что «колокольня, за невозможностью её использовать под культурно-общественные нужды, разбирается на строительство».